# 厦门同文书院
同文书院（英語：Tung Wen Institute）创设于1898年3月12日，是一所中美合办的新式学校，也是厦门最早的新式学校。1918年，同文书院成立大学部，被认为是厦门乃至福建第一所现代意义上的大学。1921年，厦门大学创办，同文书院旋即停办大学部。1926年秋，同文书院受收回教育权运动影响，改设为同文中学，完全由华人控制。1938年厦门沦陷后，同文中学复辟为同文书院。1942年初，日军占领鼓浪屿公共租界，同文书院自此停办。

## 校史
同文书院的校史可分为三个阶段：第一个阶段（1898—1926年），美国方面大体掌控校务；第二个阶段（1926—1938年），学校由华人校董收回自办，改设为“同文中学”；第三个阶段（1938—1942年），学校受战争影响迁至鼓浪屿办学，美国方面再一次掌控校务。由于当时学校的院长大多由神职人员兼任，所以此时的同文书院也被认为是“事实上的教會學校”。

### 建校初期（1898—1926年）

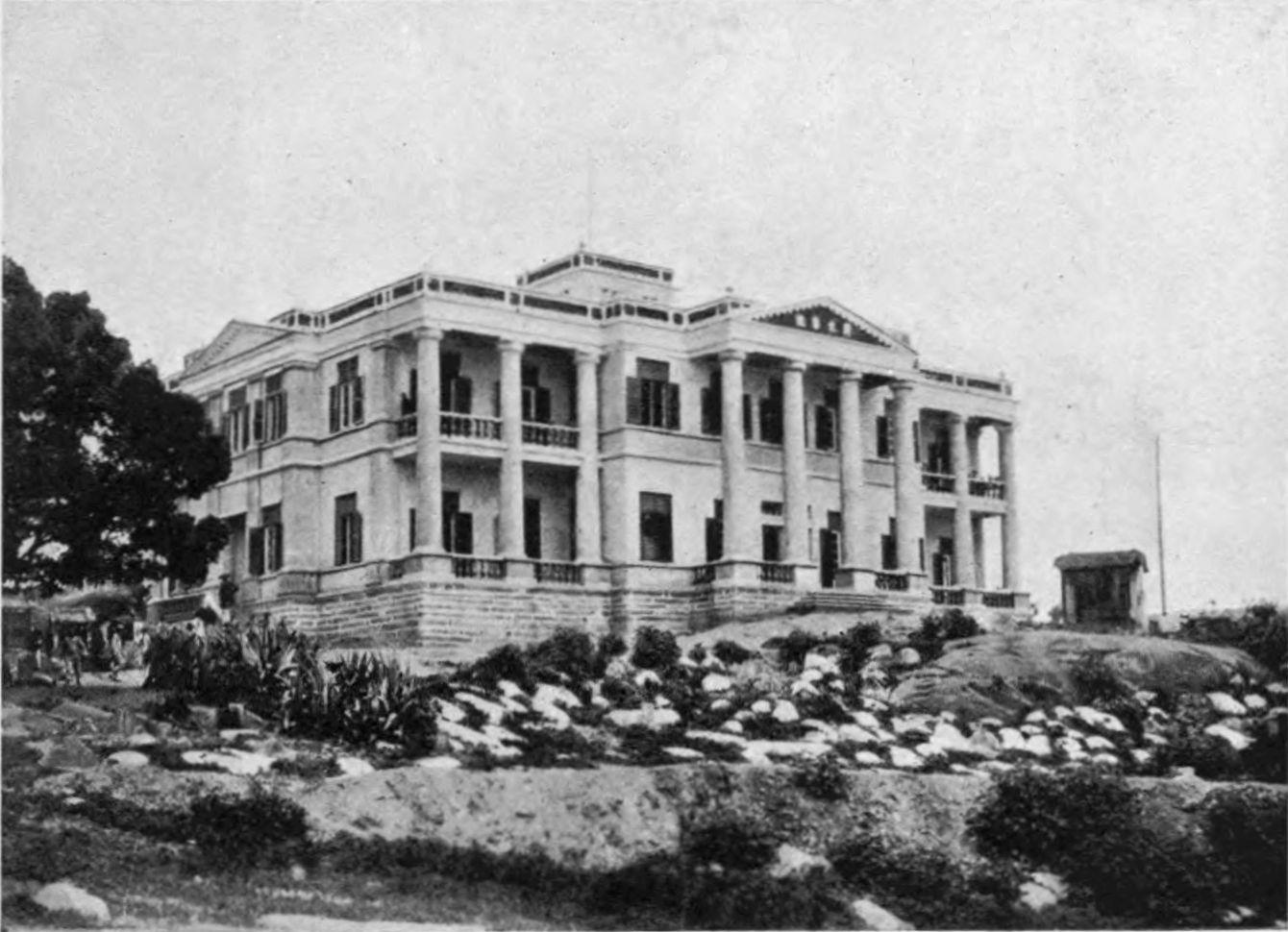
1908年的同文书院

1897年，时任美国驻厦门领事巴詹声（Anson Burlingame Johnson）拜会兴泉永道道尹杨执中，提出要开办一所与宗教无关的西式学校，专门介绍西方的科学文化，为中国培育新型人才。这个倡议得到了杨执中的肯定，最终商定这所新式学校的校名为“同文书院”。同文书院成立校董會，巴詹声担任董事长、时任厦门海关税务司穆好士（Walter Noyes Morehouse）担任副董事长，发起董事则由叶清池（Yap Chong-lok）、陈北学（Tan Jat-chiu）、傅孚伯（Po Hu-peh）、邱华绕（Ku Jiau）、邱振祥（Ku Chin-siong）、陈阿顺（Tan Eng-hoat）六位华人绅商组成，他们负责筹集学校经费。巴詹声旋即商榷校董会组织章程，规定建校后由美国驻厦门领事担任当然董事长、厦门海关税务司担任当然副董事长。
与当时其他新式学校不同，同文书院并不是教會學校。据《同文书院章程》规定，同文书院“设立之宗旨，专欲启迪中国青年子弟精通英国语言文字及汉语各科学。所授之教程与美国高等之学校及商务学校功课相同。本书院之设，非为传教起见。而在院诸生勿得自分畛域，各自相安。”由此可见，同文书院设立的初衷，是为当时的社会培养精通英语的商务人才。
同文书院创立时，巴詹声租用寮仔后的一处民房作为校舍。1898年3月12日，同文书院开始上课，这一天也被视为同文书院的创立日。当时，同文书院每学年的学费为22银元、寄膳费为3至5银元，相较于官立学堂每月80分的学费要贵很多。所以在同文书院开办的第一个学期，全校只有41位学生，这些学生多数来自从事外贸行业的家庭，此外还有富家子弟和华侨子弟。
校方起初聘用美国人毛尔（Davies Moore）为院长。毛尔任职一年后离任，校方于是聘用美国人顾伯尔（A. C. Cooper）为院长。顾伯尔任职一年后辞职回国，校方又于1900年聘用美国人韦茶霁（Charles Jason Weed）为院长。
1900年，日本方面在厦门制造“东本愿寺教案”（即厦门事件），并以此为借口，派兵登陆厦门岛。尽管局势十分紧张，但悬挂星条旗的同文书院照常上课。自此，人们认为在同文书院读书有安全保障。仅在1901年，同文书院的学生数便骤增至201人。由于学生骤增，校方即将寮仔后北侧的凤凰山辟为新校址，并在凤凰山建设14间教室和千人大礼堂，凤凰山自此被称为“同文顶”。
建校初期，同文书院的教育方式参照了当时美国学校的做法。学校没有严格的分班制度，学生升入高等科后，更是采用“某教师固定于某教室上课，学生自行找教师上课”的方式。学校的学制起初分为五年文法科和七年高等科；设有英语、英语文学名著、英语修辞课、算学、三角、几何、代数、天文学、物理、化学、政治学概论、万国历史、地理、地志学、商业簿记、商业法律、矿学、打字、身体等课程。上述课程均采用原版英文教材、英语授课，学生可以自由选修这些课程。
1904年至1905年，同文书院作为新式学校的代表，其相关展品被厦门海关税务司选送至世博会上展示。
1911年，同文书院的人数增加至三百人，学生规模位居厦门第一，据《厦门海关十年贸易报告（1902—1911）》所述，同文书院“在本地各校中是学生出勤率最高和最受尊敬的”。同年，参与中国同盟会的同文书院师生吕城都、周连茂、吴锡煌、邱世定等人组成一支170多人的学生军，赴海澄县协助当地革命党进攻县衙。
1912年，海外华侨再次捐款，于学校右侧的山腰处捐建可供200多人使用的宿舍楼。同时，同文书院校董叶清池、黄奕住、黄秀烺相继为学校捐建楼舍。
1918年，同文书院设立大学部，被认为是厦门乃至福建第一所现代意义上的大学。同文书院大学部分设文、理两科，有美国教授7人、中国教授3人。校方自欧美大批进口仪器设备，价值约十万美元。1921年冬，陈嘉庚创办厦门大学。校董会以“厦门一小岛之地，无需开设两所大学”为由，旋即停办大学部。
1921年，当了21年院长的韦茶霁离职回国，鉴于其办学贡献，校方授予韦茶霁“名誉院长”的头衔。韦茶霁离职后，校方聘用美国人吴禄贵（Roy Allgood）为院长。1926年秋，同文书院由华人校董收回自办，改组为“同文中学”。吴禄贵的院长（校长）一职亦由周殿薰担任。

### 同文中学时期（1926—1938年）
1920年中期，受收回教育权运动影响，国民政府颁布法令，限制外国人在华办学、掌控校务，并明确规定中国境内的民办学校不能由外国人当校长。同文书院因而在1926年秋由华人校董收回自办，改组为同文中学。前厦门中学堂监学周殿薰成为同文校史上第一位华人校长，而校董会也改由华人组成。此时的同文中学为完全中學，兼办小学，并实行“汉英并重”的学制改革，废除了大体以英语授课的教学方式。在周殿薰的改革下，同文中学成为全闽名校，福建省教育厅厅长程时煃亲临学校指导，并对同文书院的发展表示赞许。
1930年，周殿薰逝世，校董会董事长林尔嘉委任其三子林鼎礼（剑桥大学经济科硕士）接任校长一职。此时，同文书院的学生人数已经骤增至2000人以上，达到了校史的巅峰。1932年，林鼎礼离职，校董会决定由校董会董事、厦门商会会长、同文书院校友陈瑞清代理校长一职。由于陈瑞清身兼多职，事务繁忙，其便于1936年1月向校董会申请辞去校长一职。陈瑞清辞去校长一职后，校董会聘请前福建省教育厅厅长黄孟奎担任校长。由于学校的师生和校友对该任命不满，校董会便聘请陈学伊做校长，结果引爆了学潮。福建省教育厅派督学王启炜到厦门处理学潮。在教育厅的压力下，王启炜成为了同文中学的代理校长。后来，王启炜到省立厦门初级中学当校长，同文中学的校长一职由厦门大学文学院院长徐金声兼任。

### 建校末期（1938—1942年）
1937年七七事变爆发后，同文中学搬迁至鼓浪屿公共租界（中学部搬迁至升旗山路，小学部搬迁至鹿耳礁）。1938年厦门沦陷后，同文中学复辟为同文书院。校董事会改组，由时任美国驻厦门正、副领事梅瑞乐（George R. Merrell）、欧德福（Leland C. Altaffer）担任正、副董事长，而院长一职则由美国归正会牧师卜显理（Henry Poppen）担任。1940年，卜显理回国，美国归正会的女传教士、毓德女中校长福懿慕（Tena Holkeboer）兼任同文书院院长一职。再后来，福懿慕离任，时任校董会董事、美国归正会牧师给益恩（E. W. Koeppe）兼任院长一职，但因其体弱事烦，院长一职交由校务总长吕城都（华人校友）负责。
学校搬迁至鼓浪屿公共租界后，由于厦门沦陷，多所学校停办，失学的学生和周边县区的学生纷纷涌入同文书院就读，学校的学生数也在战争时期骤增至1000余人。与此同时，同文书院成为厦门境内最早实现男女同校的学校之一。
1941年12月8日，太平洋战争爆发，日军进驻鼓浪屿公共租界。1942年初，同文书院被迫停办。

## 经费来源
创校初期，同文书院的办学经费主要来自叶清池、陈北学、傅孚伯、邱华绕、邱振祥、陈阿顺六位发起董事。随着办学规模的扩大，林尔嘉、叶鹤秋、叶鸿翔、陈元彩、陈瑞清、邱世侨、邱世定、黄奕住、黄秀烺、卢安邦、吴颂三等地方绅商先后被同文书院聘为华人校董。1922年同文书院兴建新楼舍，建设经费均由华人校董提供。
除了地方绅商外，华侨捐资也是办学经费的重要来源。在同文书院收归自办之前，院长韦茶霁、吴禄贵数次前往菲律賓自由邦、海峡殖民地、荷属东印度等地募捐。仅菲律賓自由邦，韦茶霁就去了五六次。韦茶霁之所以频繁前去菲律宾募捐，是因为菲律宾有不少华人精英曾于同文书院就读。自1905年至1935年，前去菲律宾的同文书院校友就有三千多人。这些校友中有不少人在菲华社会占有重要地位，且这些校友还可以利用当地的关系网筹款。例如1900年在菲律宾的募捐活动，仅靠校友李清泉一人募集，便能筹得20万菲币的捐款。
此外，同文书院的办学经费还依赖于美国驻厦门领事馆的一项规定：凡前往菲律宾的华侨，每张签证需附加大洋2元，其中一半作为检验费，一半拔为同文书院的基金。当时厦门和菲律宾之间的华侨往返流量约为20万人次一年，故同文书院可以从中获得相当可观的筹款。

## 同文中学校歌
1928年3月12日，同文中学举办校庆。该校校长周殿薰特地为同文中学校歌谱写歌词，由音乐老师许振源作曲：

望哥石畔瞰苍溟，

山海足怡情。

层楼杰构，一片读书声，

天风卷入海潮鸣。

三十年前荒草地，

迄于今朴芃棫茂莪菁。

中西融合一炉成，

学术阐文明。

德智体群，不悖道并行。

荒嬉必戒勉勤精。

莘莘学子多努力，

好从此成身成学成名。

欧风美雨莫侵凌，

多士即干城。

天下治乱，责岂匹夫轻? 

人群进化宜竞争，

好把读书来救国， 

当勿忘民族民权民生。

## 著名校友
在43年的办学史中，同文书院共有43届高中毕业生和47届初中毕业生。这些毕业生广泛分布于华南地区、港澳台地区和东南亚诸国，其中也出了不少人物：
- 李清泉（Dee C. Chuan），菲律宾华侨领袖，中兴银行（英语：Chinabank）的创办人，中華民國福建省政府委員、南侨总会副主席，被誉为菲律宾的“木材大王”。[16][17]
- 黃燧弼，黄花岗起义幸存者，中国近代最早的美术专业院校之一厦门美术专科学校的创设者。[18][17]
- 庄希泉（Chong Hee Chuan），中国同盟会南洋总支部（新加坡分会）的主要干部，南洋女子中学校（英语：Nanyang Girls' High School）的创办者、全国侨联主席、全国政协副主席。[17]
- 陈文总，抗日将领，曾参与南昌起义、长城抗战、淞沪会战、台儿庄战役。[17]
- 黄长水，广州市副市长、全国侨联副主席、全国工商联副主任。[19]
- 虞愚，因明學家，中国佛教协会常务理事，中国书法家协会理事。[17]
- 林俊卿，男中音歌唱家，声乐教育家，中国音乐家协会理事，“咽音练声法”的创始人。[17]
- 洪卜仁，厦门文史学家、被誉为“厦门活字典”。[20]
- 林子丰，香港著名企业家，香港浸会书院首任校长，曾获OBE勋章。[21]
- 戴愧生，中国同盟会菲律宾支部领导人、国民党四大主席团主席、国民党中央海外部副部长、中華民國僑務委員會委员长。[22]
- 钟世藩，儿科学专家，广州中央医院院长，世界卫生组织医学顾问，钟南山的父亲。[23]
- 曾廷泉（Justo Cabo Chan），菲律宾华侨领袖，菲律宾华侨救国联合会常务主席，菲律宾国民军少将代总司令，马尼拉军区司令。[24]
- 释心觉，僧人，抗日志士，台湾民众党的重要人物。[25]
- 张我军，著名作家，被誉为“台湾新文学运动奠基者”。[26]
- 陈伯达，中共中央政治局常委，中央文革小组组长，中共“第四号人物”。[27]
- 黄际遇，近现代中国学术史上杰出的文理通才，中国现代高等数学教育的先驱人物。[28][29]
- 王仰颜，闽西苏区党组织和闽西红军的重要领导人。[30]
- 黄源尹，抒情男高音歌唱家，被誉为“新中国第一男高音”。[31]
- 黄望青（Wee Mon Cheng），新加坡经济活动家、政治人物，曾任马来亚共产党北马局负责人、新加坡驻日大使、新加坡驻韩大使、新加坡中华总商会董事、新加坡广播局主席等职。[17]
- 张圣才，著名间谍、报人，双十中学的主要创办人，曾任《思明日报》主编、军统闽南站站长、中国工矿银行董事等职。[17]

## 著名教职人员
- 黄乃裳，著名华侨领袖、革命家、教育家[32]